# Harry Krimer
Félix Désiré Rosenthal dit Harry Krimer, né le 10 mars 1896 dans le 5e arrondissement de Paris et mort le 4 janvier 1991 à Saint-Josse dans le département du Pas-de-Calais, est un acteur français.

## Biographie
Harry Krimer est connu surtout pour son travail de comédien au théâtre au cours des années 1920 et 1930, ainsi que pour son activité de metteur en scène. 
Il fut à cette époque un proche de Renée Falconetti.
Après la Seconde Guerre mondiale, il participa à de nombreuses pièces radiophoniques et donna des cours d'art dramatique.

## Filmographie
- 1916 : Le Double Jeu de Charles Burguet
- 1922 : Vingt Ans après, film en 10 épisodes d'Henri Diamant-Berger : Mordaunt
- 1925 : La Course du flambeau de Luitz-Morat : Didier Maravon
- 1927 : Napoléon d'Abel Gance : Rouget de Lisle[5]
- 1930 : Atlantis d'Ewald André Dupont et Jean Kemm : de Trémont
- 1931 : Deux Fois vingt ans de Charles-Félix Tavano : Malouin de Grégange
- 1931 : Les Vagabonds magnifiques de Gennaro Dini : Harold
- 1932 : Le Billet de logement de Charles-Félix Tavano : le lieutenant de Fréville
- 1940 : Untel père et fils de Julien Duvivier : Robert Léonard[6]

## Distinctions
Harry Krimer est décoré de la médaille interalliée 1914-1918 et de la médaille commémorative de la guerre 1914-1918.